# National olympisk komité
En national olympisk komité (eller NOK, engelsk: National Olympic Committee eller NOC) er en af de nationale bestanddele af den verdensomspændende olympiske bevægelse. De nationale olympiske komiteer er underlagt kontrol af Den Internationale Olympiske Komité og de er ansvarlige for at organisere sine folks deltagelse ved de olympiske lege. Komiteerne kan nominere byer indenfor deres respektive områder som kandidater til afholdelsessteder for fremtidige olympiske lege. NOK fremmer også udviklingen af idrætsudøvere og oplæring af trænere og tjenestemænd på nationalt niveau indenfor sine geografiske områder.

## Nationale olympiske komiteer
Per 2016 var det 206 nationale olympiske komiteer som repræsenterer både suveræne stater og andre geografiske områder. I tillæg til selvstændige stater som er FN-medlemmer, har nogen andre territorier nationale komiteer:
- Taiwan er benævnt som Kinesisk Taipei af IOC
- Det palæstinensiske selvstyre, benævnt som Palæstina af IOC
- Fire territorier i USA: Amerikansk Samoa, Guam, Puerto Rico og Amerikanske Jomfruøer (blot benævnt som Jomfruøerne af IOC)
- Tre britiske oversøiske territorier: Bermuda, Britiske Jomfruøer og Caymanøerne
- Et territorium fra Kongeriget Nederlandene i Caribien: Aruba. De Nederlandske Antiller mistede sin status i juli 2011 som et resultat af opløsningen af de Nederlandske Antiller i 2010.[2][3]
- Hongkong, en særlig administrativ region i Folkerepublikken Kina

## Liste over NOK'er
Denne liste indeholder de nuværende:
- 206 nationale olympiske komiteer, som er anerkendt af den Internationale olympiske komité, og som er medlem af Sammenslutningen af nationale olympiske komiteer (Association of National Olympic Committees, ANOC).
- 8 nationale olympiske komiteer, som er anerkendt af deres kontinentale olympiske sammenslutning, men ikke er anerkendt af den Internationale olympiske komité. (kursiv)

ANOC-medlemmer kan deltage i de Olympiske lege. Nogle nationale olympiske komiteer, som er medlemmer af en kontinental olympiske sammenslutning men ikke ANOC-medlem, må deltage i konkurrencer på kontinental eller regional niveau. Disse komiteer må dog ikke deltage i de olympiske lege.
De fem kontinentale sammenslutninger er:
- Afrika – Sammenslutningen af nationale olympiske komiteer i Afrika (Association of National Olympic Committees of Africa, ANOCA)
- Amerika – Den panamerikanske idrætsorganisation (Pan American Sports Organization, PASO)
- Asien – Asiens olympiske råd (Olympic Council of Asia, OCA)
- Europa – Europæiske olympiske komiteer (European Olympic Committees, EOC)
- Oceanien – Oceaniens nationale olympiske komiteer (Oceania National Olympic Committees, ONOC)

IOC afholder Sommer-OL og Vinter-OL som konkurrencer hvor alle IOC-anerkendte NOK'er kan deltage i. Hvert kontinent afholder deres egen konkurrencer for deres medlemmer:
- ANOCA - Panafrikanske lege
- PASO - Panamerikanske lege
- OCA - Asiatiske Lege
- EOC - Europæiske Lege
- ONOC - Stillehavslegene

Selvom det ikke er en kontinental union i sig selv organiserer Unionen af Arabiske nationale olympiske komitéer (Union of Arab National Olympic Committees, UANOC) multi-sportsbegivenheder mellem arabisk-talende lande. Alle 22 nationale styrende organer, der danner UANOC er også medlemmer af både AOC og enten Afrikanske eller Asiatiske Lege. Nationale olympiske komitéer fra UANOC-medlemslande, er angivet i listen nedenfor.

### Afrika (ANOCA)
| - Algeriet1 (ved OL) - Angola (ved OL) - Benin (ved OL) - Botswana (ved OL) - Burkina Faso (ved OL) - Burundi (ved OL) - Cameroun (ved OL) - Den Centralafrikanske Republik (ved OL) - Comorerne1 (ved OL) - Congo (ved OL) - DR Congo (ved OL) - Djibouti1 (ved OL) - Egypten1 (ved OL) - Elfenbenskysten (ved OL) | - Eritrea (ved OL) - Etiopien (ved OL) - Gabon (ved OL) - Gambia (ved OL) - Ghana (ved OL) - Guinea (ved OL) - Guinea-Bissau (ved OL) - Kap Verde (ved OL) - Kenya (ved OL) - Lesotho (ved OL) - Liberia (ved OL) - Libyen1 (ved OL) - Madagaskar (ved OL) - Malawi (ved OL) | - Mali (ved OL) - Marokko1 (ved OL) - Mauretanien1 (ved OL) - Mauritius (ved OL) - Mozambique (ved OL) - Namibia (ved OL) - Niger (ved OL) - Nigeria (ved OL) - Rwanda (ved OL) - São Tomé og Príncipe (ved OL) - Senegal (ved OL) - Seychellerne (ved OL) - Sierra Leone (ved OL) - Somalia1 (ved OL) | - Sudan1 (ved OL) - Sydafrika (ved OL) - Sydsudan (ved OL) - Swaziland (ved OL) - Tanzania (ved OL) - Tchad (ved OL) - Togo (ved OL) - Tunesien1 (ved OL) - Uganda (ved OL) - Zambia (ved OL) - Zimbabwe (ved OL) - Ækvatorialguinea (ved OL) |

1: National olympisk komité er også medlem af UANOC

### Amerika (PASO)
| - Antigua og Barbuda (ved OL) - Argentina (ved OL) - Aruba (ved OL) - Bahamas (ved OL) - Barbados (ved OL) - Belize (ved OL) - Bermuda (ved OL) - Bolivia (ved OL) - Brasilien (ved OL) - Britiske Jomfruøer (ved OL) - Canada (ved OL) | - Caymanøerne (ved OL) - Chile (ved OL) - Colombia (ved OL) - Costa Rica (ved OL) - Cuba (ved OL) - Dominica (ved OL) - Dominikanske Republik (ved OL) - Ecuador (ved OL) - El Salvador (ved OL) - Grenada (ved OL) - Guatemala (ved OL) | - Guyana (ved OL) - Haiti (ved OL) - Honduras (ved OL) - Jamaica (ved OL) - Amerikanske Jomfruøer (ved OL) - Mexico (ved OL) - Nicaragua (ved OL) - Panama (ved OL) - Paraguay (ved OL) - Peru (ved OL) - Puerto Rico (ved OL) | - Saint Kitts og Nevis (ved OL) - Saint Lucia (ved OL) - Saint Vincent og Grenadinerne (ved OL) - Surinam (ved OL) - Trinidad og Tobago (ved OL) - Uruguay (ved OL) - USA (ved OL) - Venezuela (ved OL) |

### Asien (OCA)
| - Afghanistan (ved OL) - Bahrain1 (ved OL) - Bangladesh (ved OL) - Bhutan (ved OL) - Brunei (ved OL) - Cambodja (ved OL) - Filippinerne (ved OL) - Forenede Arabiske Emirater1 (ved OL) - Hongkong (ved OL) - Indien (ved OL) - Indonesien (ved OL) - Iran (ved OL) | - Irak1 (ved OL) - Japan (ved OL) - Jordan1 (ved OL) - Kasakhstan (ved OL) - Kina (ved OL) - Kinesiske Taipei3 (ved OL) - Kuwait1 (ved OL) - Kirgisistan (ved OL) - Laos (ved OL) - Libanon1 (ved OL) - Macao2 - Malaysia (ved OL) | - Maldiverne (ved OL) - Mongoliet (ved OL) - Myanmar (ved OL) - Nepal (ved OL) - Nordkorea (ved OL) - Oman1 (ved OL) - Pakistan (ved OL) - Palæstina1 (ved OL) - Qatar1 (ved OL) - Saudi-Arabien1 (ved OL) - Singapore (ved OL) - Sri Lanka (ved OL) | - Sydkorea (ved OL) - Syrien1 (ved OL) - Tadsjikistan (ved OL) - Thailand (ved OL) - Turkmenistan (ved OL) - Usbekistan (ved OL) - Vietnam (ved OL) - Yemen1 (ved OL) - Østtimor (ved OL) |

1: Nationale olympiske komité er medlem af UANOC

2: Nationale olympiske komité er medlem af OCA men ikke et ANOC-medlem

3: Officiel navn brugt af IOC, ANOC og OCA til Republikken Kina (Taiwan)

### Europa (EOC)
| - Albanien (ved OL) - Andorra (ved OL) - Armenien (ved OL) - Aserbajdsjan (ved OL) - Belgien (ved OL) - Bosnien-Hercegovina (ved OL) - Bulgarien (ved OL) - Cypern (ved OL) - Danmark (ved OL) - Estland (ved OL) - Finland (ved OL) - Frankrig (ved OL) - Georgien (ved OL) | - Grækenland (ved OL) - Holland (ved OL) - Hviderusland (ved OL) - Irland (ved OL) - Island (ved OL) - Israel1 (ved OL) - Italien (ved OL) - Kosovo (ved OL) - Kroatien (ved OL) - Letland (ved OL) - Liechtenstein (ved OL) - Litauen (ved OL) - Luxembourg (ved OL) | - Malta (ved OL) - Moldova (ved OL) - Monaco (ved OL) - Montenegro (ved OL) - Nordmakedonien (ved OL) - Norge (ved OL) - Polen (ved OL) - Portugal (ved OL) - Rumænien (ved OL) - Rusland (ved OL) - San Marino (ved OL) - Serbien (ved OL) - Slovakiet (ved OL) | - Slovenien (ved OL) - Spanien (ved OL) - Storbritannien (ved OL) - Schweiz (ved OL) - Sverige (ved OL) - Tjekkiet (ved OL) - Tyrkiet (ved OL) - Tyskland (ved OL) - Ukraine (ved OL) - Ungarn (ved OL) - Østrig (ved OL) |

1: Israel var medlem af OCA men forlod i 1981, og tiltrådte EOC i 1994

### Oceanien (ONOC)
| - Amerikansk Samoa (ved OL) - Australien (ved OL) - Cookøerne (ved OL) - Fiji (ved OL) - Guam (ved OL) - Kiribati (ved OL) | - Marshalløerne (ved OL) - Mikronesien (ved OL) - Nauru (ved OL) - Ny Kaledonien1 - New Zealand (ved OL) - Niue1 | - Norfolk Island1 - Nordmarianerne1 - Palau (ved OL) - Papua Ny Guinea (ved OL) - Samoa (ved OL) - Salomonøerne (ved OL) | - Fransk Polynesien (Tahiti)1 - Tokelau1 - Tonga (ved OL) - Tuvalu (ved OL) - Vanuatu (ved OL) - Wallis og Futuna1 |

1: National olympisk komité er associeret medlem af ONOC men ikke et ANOC-medlem

## Liste over NOK'er efter år for anerkendelse
Nedenfor er en kronologisk liste over de nationale olympiske komiteer anerkendt af Den Internationale Olympiske Komité siden grundlæggelsen i 1894. Mange af disse komiteene blev grundlagt mange år før deres officielle anerkendelse, mens andre blev accepteret umiddelbart efter at være blevet grundlagt. Tidligere stater som ikke eksisterer i dag (f.eks. Sovjetunionen, Tjekkoslovakiet, Jugoslavien) er ikke oplistet, men blot de aktuelle stater som er afledt af dem.
| Dato for anerkendelse | Lande (NOK'er) |
| --------------------- | --- |
| 1894                  | Frankrig, USA |
| 1895                  | Australien, Tyskland, Grækenland, Ungarn |
| 1900                  | Norge |
| 1905                  | Danmark, Storbritannien |
| 1906                  | Belgien |
| 1907                  | Canada, Finland |
| 1909                  | Portugal |
| 1910                  | Egypten |
| 1911                  | Tyrkiet |
| 1912                  | Japan, Luxembourg, Holland, Serbien, Spanien, Schweiz, Østrig |
| 1913                  | Sverige |
| 1914                  | Rumænien |
| 1915                  | Italien |
| 1919                  | New Zealand, Polen |
| 1922                  | Irland |
| 1923                  | Argentina, Letland, Mexico, Uruguay |
| 1924                  | Bulgarien, Estland, Haiti, Litauen |
| 1927                  | Indien |
| 1929                  | Filippinerne |
| 1934                  | Chile |
| 1935                  | Brasilien, Island, Liechtenstein, Venezuela |
| 1936                  | Afghanistan, Bermuda, Bolivia, Costa Rica, Jamaica, Malta, Peru |
| 1937                  | Sri Lanka (daværende Ceylon) |
| 1947                  | Guatemala, Iran, Myanmar (daværende Burma), Panama, Sydkorea (benævnt som Korea af IOC) |
| 1948                  | Colombia, Guyana (daværende Britisk Guyana), Irak, Libanon, Pakistan, Puerto Rico, Singapore, Syrien, Trinidad og Tobago |
| 1950                  | Thailand |
| 1951                  | Hongkong, Nigeria |
| 1952                  | Bahamas, Ghana (daværende Guldkysten), Indonesien, Israel |
| 1953                  | Monaco |
| 1954                  | Cuba, Dominikanske Republik, Etiopien, Malaysia (daværende Malaya) |
| 1955                  | Barbados, Fiji, Kenya, Liberia |
| 1956                  | Honduras, Uganda |
| 1957                  | Nordkorea, Tunesien |
| 1959                  | Albanien, Ecuador, Marokko, Nicaragua, San Marino, Sudan, Surinam |
| 1960                  | Kinesisk Taipei |
| 1962                  | Benin (daværende Dahomey), El Salvador, Mongoliet |
| 1963                  | Cameroun, Elfenbenskysten, Jordan, Libyen, Mali, Nepal, Senegal |
| 1964                  | Algeriet, Tchad, Madagaskar, Niger, Congo, Sierra Leone, Zambia |
| 1965                  | Centralafrikanske Republik, Guinea, Saudi-Arabien, Togo |
| 1966                  | Kuwait |
| 1967                  | Belize (daværende Britisk Honduras), Amerikanske Jomfruøer |
| 1968                  | Demokratiske Republik Congo, Gabon, Malawi, Tanzania |
| 1970                  | Paraguay |
| 1972                  | Burkina Faso (daværende Øvre Volta), Lesotho, Mauritius, Somalia, Eswatini |
| 1974                  | Papua Ny Guinea |
| 1975                  | Andorra |
| 1976                  | Antigua og Barbuda, Caymanøerne, Gambia |
| 1978                  | Cypern |
| 1979                  | Bahrain, Laos, Mauretanien, Mozambique, Kina, Seychellerne, Vietnam |
| 1980                  | Angola, Bangladesh, Botswana, Qatar, Forenede Arabiske Emirater, Zimbabwe |
| 1981                  | Yemen |
| 1982                  | Britiske Jomfruøer, Oman |
| 1983                  | Bhutan, Samoa (daværende Vestsamoa), Salomonøerne |
| 1984                  | Brunei, Djibouti, Ækvatorialguinea, Grenada, Rwanda, Tonga |
| 1985                  | Maldiverne |
| 1986                  | Aruba, Cookøerne, Guam |
| 1987                  | Amerikansk Samoa, Saint Vincent og Grenadinerne, Vanuatu |
| 1991                  | Estland, Letland, Litauen, Namibia, Sydafrika |
| 1993                  | Armenien, Aserbajdsjan, Hviderusland, Bosnien-Hercegovina, Burundi, Kap Verde, Comorerne, Kroatien, Tjekkiet, Dominica, Georgien, Kasakhstan, Kirgisistan, Moldova, Nordmakedonien, Rusland, Saint Kitts og Nevis, Saint Lucia, São Tomé og Príncipe, Slovakiet, Slovenien, Tadsjikistan, Turkmenistan, Ukraine, Usbekistan |
| 1994                  | Nauru |
| 1995                  | Cambodja, Guinea-Bissau, Palæstina |
| 1997                  | Mikronesien |
| 1999                  | Eritrea, Palau |
| 2003                  | Kiribati, Østtimor |
| 2006                  | Marshalløerne |
| 2007                  | Montenegro, Tuvalu |
| 2014                  | Kosovo |
| 2015                  | Sydsudan |

### Fodnoter
1. 1 2 3 4 5 6  Letlands NOC blev anerkendt af IOC i 1923, mens Estlands og Litauens NOK'er blev anerkendt i 1924. Men efter den sovjetiske besættelse af de baltiske lande blev deres NOK's opløst. Da de genvandt deres uafhængighed, blev deres NOK'er genindregnet i 1991.
2. ↑  Sydafrika deltog i OL siden 1904 - endnu før det blev et forenet land. Sydafrikas medlemskab blev suspenderet i 1962 og genindsat i 1991 med afskaffelsen af apartheid.

## Kontinentale sammenslutninger
De nationale olympiske komiteer er alle medlemmer af Sammenslutningen for nationale olympiske komiteer (Association of National Olympic Committees, ANOC), som også er delt mellem fem kontinentale sammenslutninger:
| Kontinent | Kontinent                              | Sammenslutning                                            | NOK'er            | Ældste NOK                                                     | Nyeste NOK      |
| --------- | -------------------------------------- | --------------------------------------------------------- | ----------------- | -------------------------------------------------------------- | --------------- |
|           | Afrika                                 | Sammenslutningen af nationale olympiske komiteer i Afrika | 54                | Egypten (1910)                                                 | Sydsudan (2015) |
| Amerika   | Den panamerikanske idrætsorganisation  | 41                                                        | USA (1894)        | Dominica (1993) Saint Kitts og Nevis (1993) Saint Lucia (1993) |                 |
| Asien     | Asiens olympiske råd                   | 44                                                        | Japan (1912)      | Timor-Leste (2003)                                             |                 |
| Europa    | Europæiske olympiske komiteer          | 50                                                        | Frankrig (1894)   | Kosovo (2014)                                                  |                 |
| Oceanien  | Oceaniens nationale olympiske komiteer | 17                                                        | Australien (1895) | Tuvalu (2007)                                                  |                 |

## Ikke anerkendte nationale olympiske komiteer
Macaos idrætsforbund og olympiske komité blev grundlagt i 1987 og har siden grundlæggelsen forsøgt at bliv optaget i IOC, men er stadig ikke anerkendt og derfor har ingen udøvere deltaget i OL under navnet "Macao, Kina". De har imidlertid deltaget ved de Paralympiske Lege.
Færøerne har en anerkendt national paralympisk komité.
Andre eksisterende land/regioner med ikke-anerkendte olympiske komiteer: Catalonien, Gibraltar, Fransk Polynesien, Niue, Somaliland, Ny Kaledonien, Irakisk Kurdistan, Nordcypern, Abkhasien, Amerikas oprindelige folk, Nordmarianerne, Anguilla, Montserrat og Turks- og Caicosøerne.
Sydossetien ønsker at etablere en national olympisk komité, og repræsentanter fra Nagorno-Karabakh deltager i Armeniens nationale olympiske komité.

## Eksterne links
- Wikimedia Commons har flere filer relateret til National olympisk komité
- Officiel hjemmeside